# 有賀神社 (水戸市)
有賀神社（ありがじんじゃ）は、茨城県水戸市の神社。

## 歴史
859年（貞観元年）に創建された。
当社は「有賀神社の磯渡御」という神事があることで知られている。毎年11月11日に御神体が当社から大洗町の大洗磯前神社へと渡御する神事であり、水戸市の文化財に指定されている。
また当社は「虫きりの神様」として疳の虫を封じるご利益があるとされ、親子連れの参拝者が多いという。

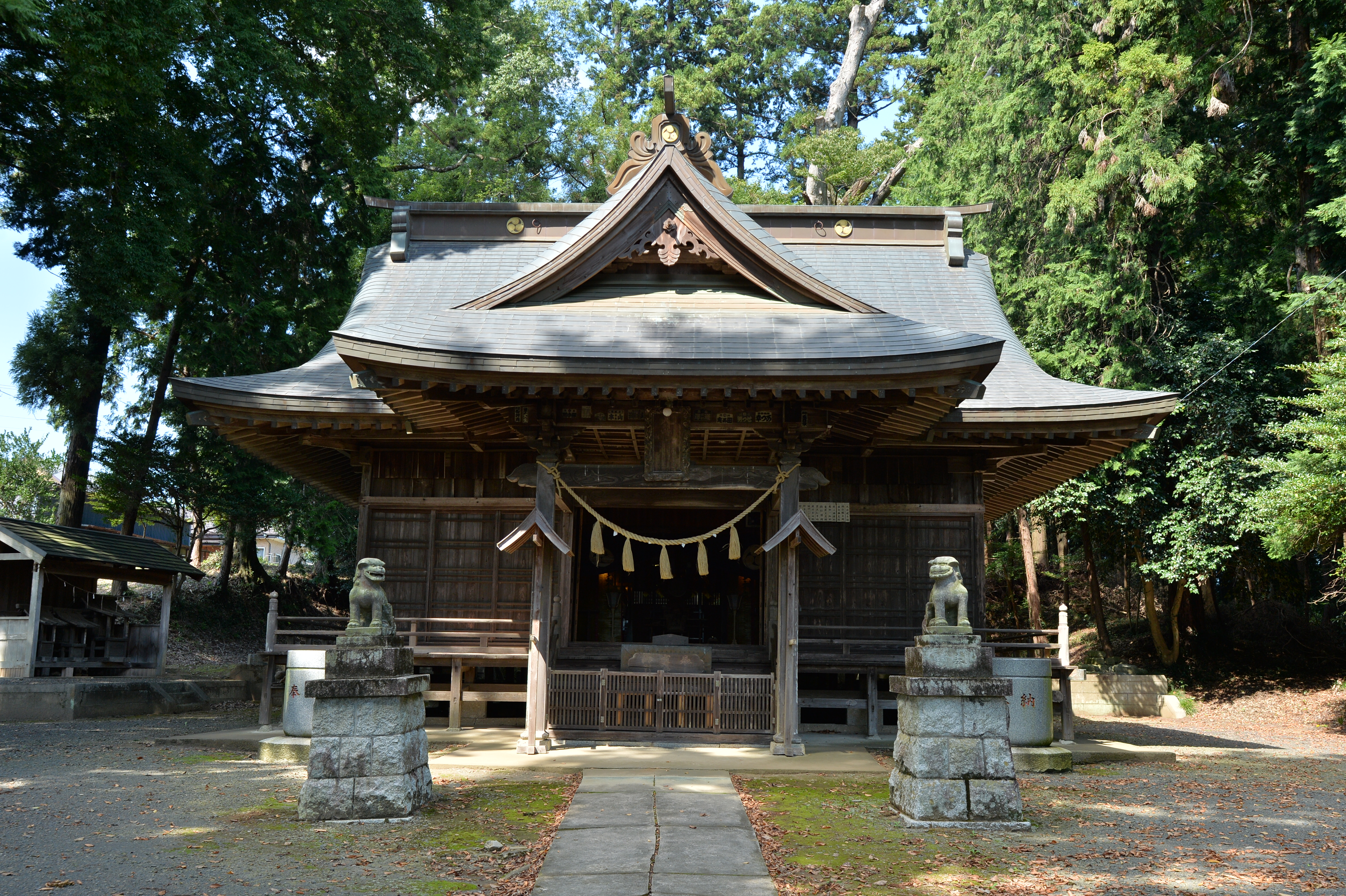
拝殿
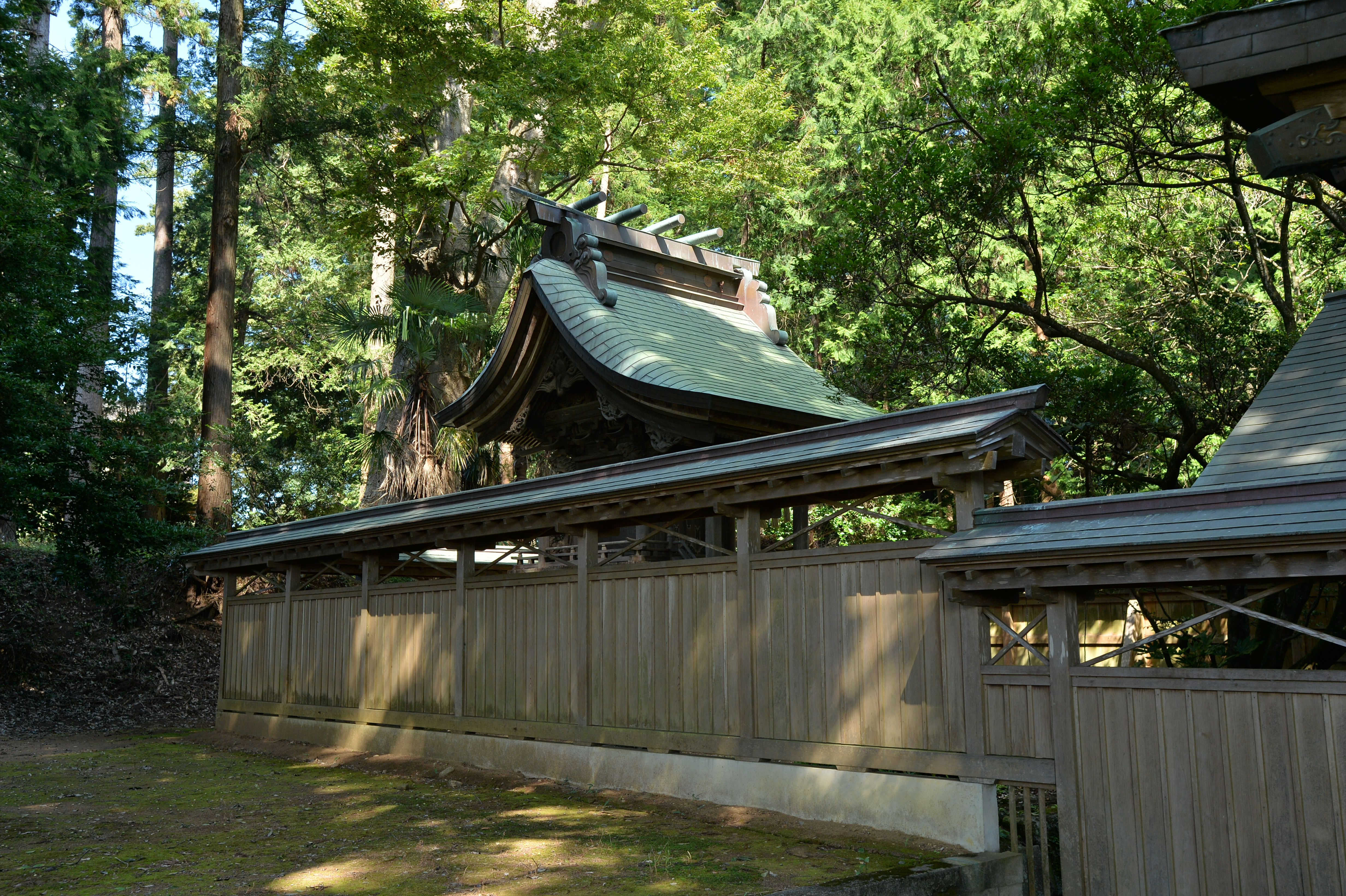
本殿
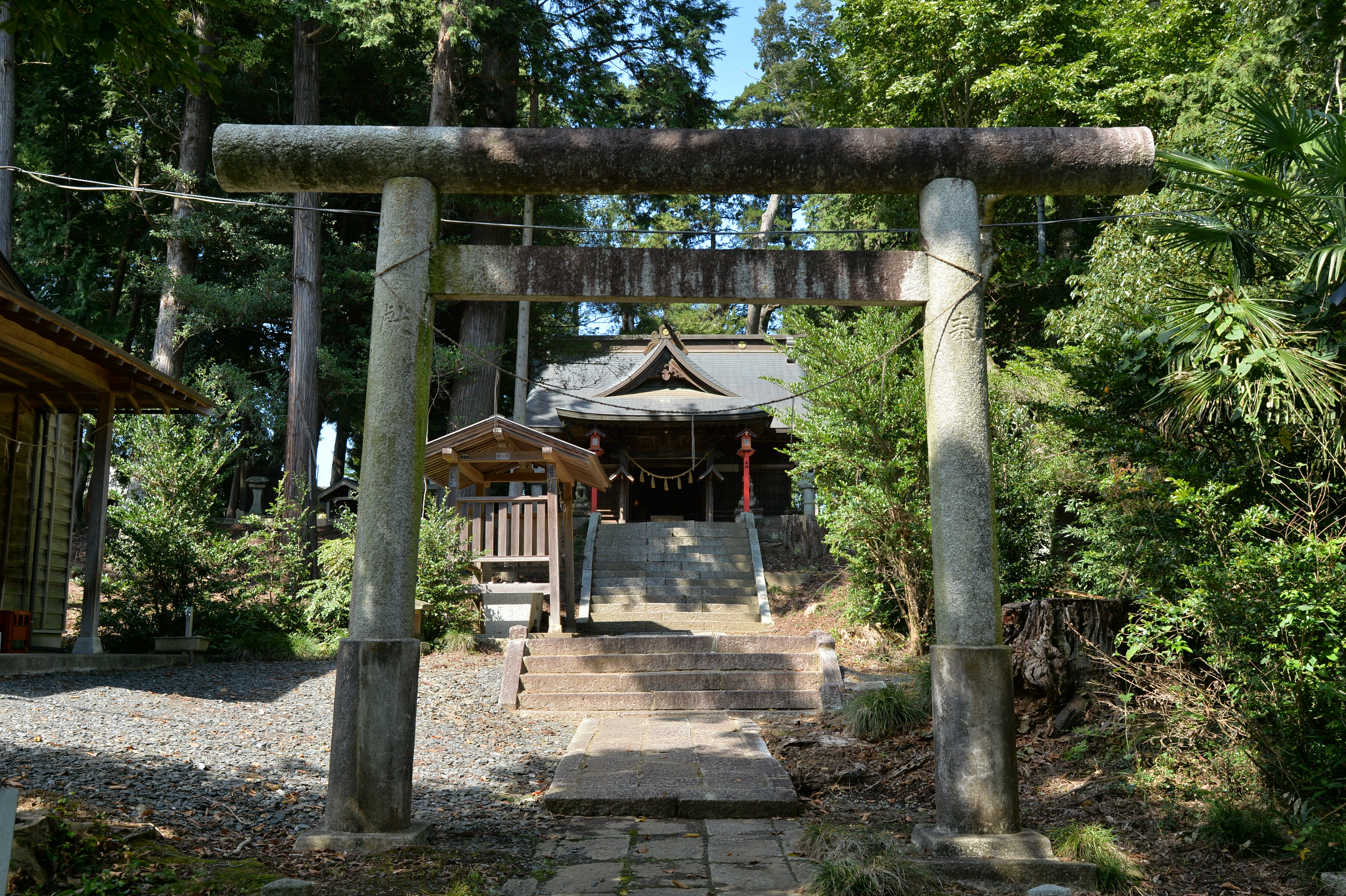
参道に建つ二の鳥居

## 文化財
- 有賀神社の磯渡御（水戸市指定文化財 昭和59年5月1日指定）[3]

## 交通アクセス
- 内原駅より徒歩30分。